# スポーツ医・科学研究所
公益財団法人スポーツ医・科学研究所（スポーツいかがくけんきゅうじょ、英: INSTITUTE OF SPORTS MEDICINE AND SCIENCE）は、日本初の総合型スポーツ医学及びスポーツ科学の診療・研究機関として開設され、医学に基づく診療、科学に基づく技術や体力等のスポーツ診断を実施していた公益法人。旧文部科学省スポーツ青少年局スポーツ・青少年企画課所管。
所在地は、愛知県知多郡阿久比町。

## 概要
公益財団法人スポーツ医・科学研究所ホームページより
1. スポーツ外傷・障害の診断・治療
2. 再発予防、パフォーマンスの向上を目標としたリハビリテーション
3. スポーツ外傷・障害の予防・治療に関する研究活動
4. スポーツ医学情報の発信（研修会の開催、講師の派遣）

- 2018年 (平成30年) 3月 - 施設、設備、機器の老朽化などにより、診療、検査事業などすべての事業を終了し、スポーツの医学・科学両面からの研究および研修などの開催を事業として行う公益財団法人となった。[2]
- 2021年 (令和3年) 9月 -  研究所の土地・建物を阿久比町に売却。[2][3]
- 2022年 (令和4年) 3月31日 - 解散[3]

## 施設

### 1階
体育館、トレーニングルームを中心とした研究部門と診療部門。
- 研究部門：スポーツ医・科学研究室、コンピュータ室、25m5コースの室内プール
- 診療部門：外来診察室（スポーツ整形外科、スポーツ理学療法科）、レントゲン室、理学療法室、病室（19ベッド）、手術室

### 2階
1周約85mの室内ランニングトラック、52名収容可能の宿泊室、100名収容可能な研修室